# Europa Universalis IV
Europa Universalis IV je real-time historická strategie začínající rokem 1444 a končící v roce 1821 (377 let). Mezi hlavní rozšíření patří Conquest of Paradise, Wealth of Nations, Res Publica, Art of War, El Dorado, Common Sense, The Cossacks, Mare Nostrum, Rights of Man, Mandate of Heaven, Third Rome , Cradle of Civilization, Rule Brittania, Dharma, Golden Century, Emperor, Leviathan, Origins, Lions of the North, Domination. Hra se dočkala dobrých recenzí v herních periodikách.

## Hratelnost
Hra sama o sobě je interaktivní mapa světa skládající se z provincií, jež tvoří národy. Každá provincie má spousty faktorů, jež rozhodnou o jejich užitečnosti. Prosperita, budovy, náboženství, kultura, autonomie a nepokoje jsou hlavní faktory, které si bude muset hráč hlídat a rozhodnout se jak k ním přistupovat. V případě kultury a náboženství si může hráč vybrat toleranční přístup (adoptováním Humanismu) a dovolit všem lidem žít v souladu. Nebo naopak si může hráč vybrat radikálnější přístup a konvertovat cizí kultury a náboženství k obrazu svému.
Europa Universalis IV je sandboxová hra dovolující hráči vybrat si svoji cestu, kterou svůj národ povede. Hráč má svobodu výběru, například může udělat z Českého království koloniální velmoc, zachránit Byzantskou říši před kolapsem, obnovit Římskou říši nebo sjednotit americké kmeny v boji proti evropským kolonizátorům. K dosažení svých cílů hráč bude muset najít rovnováhu mezi diplomacií, ekonomií, armádou a celkovou správou státu. Pokud se hráč rozhodne zaměřit pouze na armádu a vynechá ekonomii a obchod, brzy zkrachuje. Naopak pokud se hráč zaměří pouze na prosperitu (a nesežene si silné spojence), bude brzy dobyt sousedním národem.
Diplomacie hraje velikou roli a i malý stát úspěšný v umění diplomacie může s pomocí silných spojenců porazit mnohem silnější stát.
Podobně jako diplomacie, válka hraje velikou roli v Europa Universalis IV. Pokud chce hráč založit supervelmoc, bude muset dobývat sousední (nebo i zámořské) provincie. Souboje se odehrávají na zemi i na moři. Hlavními faktory boje jsou jednotky, jejichž síla v boji je ovlivněna morálkou, disciplínou, vojenskou taktikou, generálem, technologií a terénem.

## Dodatky
Všechny dodatky jsou dobrovolné, avšak některé z nich jsou potřeba k plnému požitku ze hry (například Common Sense). Mnoho hráčů si stěžuje na stoupající ceny a počet dodatků a obviňují Paradox Interactive z chamtivosti, ale většina dodatků je doprovázena bezplatnými updaty, které do hry přidávají nové funkce a opravy chyb.

### Conquest of Paradise
Conquest of Paradise (Dobytí ráje) je prvním dodatkem do hry. Zaměřuje se na Nový svět a rozšiřuje hratelnost amerických národů a kolonií. Celkově dělá z kolonizace mnohem komplexnější záležitost jak pro kolonizační velmoci, tak pro kolonie / americké národy. Taktéž umožňuje hráči použít funkci "Random New World", jež náhodně vygeneruje Nový Svět.

### Wealth of Nations
Wealth of Nations (Bohatství národů) se zaměřuje na obchod. Přidává nové funkce a mechaniky pro obchod jako jsou třeba obchodní společnosti.

### Res Publica
Res Publica se zaměřuje na republiky a přidává nové funkce v oblasti obchodu a vlády.

### Art of War
Art of War (Umění války) je dodatek zaměřující se na vojenské mechaniky. Přidává do hry Třicetiletou válku a Napoleonskou éru. Vylepšuje diplomacii a interakce s vazaly.

### El Dorado
Dodatek (pojmenován po mystickém městě El Dorado) se zaměřuje na národy Střední a Jižní Ameriky. Taktéž umožňuje hráči funkci "Custom Nation" kdy si hráč může vytvořit vlastní národ s vlastními ideály.

### Common Sense
Dodatek zaměřující se na diplomacii, náboženství a prosperitu národa. Dodatek přidává nové funkce pro protestantismus a buddhismus. Přidává parlament a možnost rozvíjení provincií.

### The Cossacks
The Cossacks, jenž byl pojmenován po kozácích Ruska, Polska a Ukrajiny, přidává do hry nové funkce v oblasti diplomacie a vnitřní správy národa (the estates). Dodatek se taktéž zaměřuje na hordy a zlepšuje jejich hratelnost.

### Mare Nostrum
Mare Nostrum (latinsky naše moře) se zaměřuje na obchod a bitvy na moři.

### Rights of Man
Rights of Man (Práva člověka) odemyká mechaniku Great Power a přidává monarchům, generálům a admirálům vlastnosti, které mohou být pozitivní, ale i negativní. Great Powers neboli mocnosti jsou ty nejvyspělejší národy a tento status jim přidává nové diplomatické možnosti. Rights of Man taktéž přidává Consort, což je choť vladaře, který nebo která v případě smrti vládce a příliš nízkého věku dědice může vládnout monarchii, než se dědic stane plnoletým.

### Mandate of Heaven
Mandate of Heaven (Nebeský mandát) se zaměřuje na východní Asii. Přidává nové funkce a mechaniky pro národy východní Asie.

### Third Rome
Third Rome (Třetí Řím) se zaměřuje na Ruské carství, pravoslaví a Sibiř.

### Cradle of Civilization
Cradle of Civilization (Kolébka civilizace) se zaměřuje na národy Blízkého východu. Taktéž přidává nové funkce a mechaniky pro islám.

### Rule Brittania
Rule Brittania (Vládni, Británie) přidává obsah hlavně pro Britské ostrovy, taktéž novou frakci protestantů pro anglikánskou církev. Přidává nový systém misí a nové funkce pro námořnictvo.

### Dharma
Dharma (Dharma) se zaměřuje na státy a náboženství v Indii.

### Golden Century
Golden Century (Zlaté století) se soustřeďuje na země v Pyrenejích a námořnictvo.

### Emperor
Emperor (Císař) přidává obsah týkající se hlavně Svaté říše římské, ale i mimo, např. Papežského státu.

### Leviathan
Leviathan (Leviatan) přidává do hry monumenty, jež leží na určitých provinciích, které dávají zemi silné bonusy. S Leviathanem přichází i systém Favors (laskavosti), které vylepšují diplomacii.

### Origins
Origins (Původ) je menší dodatek, který se soustředí na subsaharskou Afriku a judaismus.

### Lions of the North
Lions of the North (Lvi severu) se zaměřuje na státy, které se nacházejí poblíž Baltského moře.

### Domination
Domination (Dominance) se soustředí na tehdejší velmoci, např. Osmanskou říši či Čínu.

### Ostatní
Mezi další dodatky patří například nové skiny pro jednotky, e-knížky a nebo nové soundtracky.

## Recenze
Hra byla kladně přijatá a obdržela dobré recenze.